# Jenna Hagglund
Jenna Hagglund (* 28. Mai 1989 in New Brunswick (New Jersey)) ist eine US-amerikanische Volleyballspielerin.

## Karriere
Hagglund begann ihre Karriere an der Lakota High School. Von 2007 bis 2010 studierte sie an der University of Washington und spielte in der Universitätsmannschaft der Huskies. Nach ihrem Studium ging sie 2011 zum österreichischen Erstligisten SVS Post Schwechat. Mit dem Verein gewann die Zuspielerin 2012 die österreichische Meisterschaft. Anschließend wechselte sie zum französischen Verein NVF Nantes. Im Mai 2013 debütierte Hagglund in der US-amerikanischen Nationalmannschaft. Mit dem US-Team gewann sie im September die NORCECA-Meisterschaft. Im gleichen Jahr wurde die Zuspielerin vom deutschen Bundesligisten Rote Raben Vilsbiburg verpflichtet. Mit Vilsbiburg erreichte sie das Achtelfinale im CEV-Pokal. Im März gewann sie mit den Roten Raben den DVV-Pokal, kam aber im Finale wegen einer Verletzung am Meniskus nicht zum Einsatz. Außerdem wurde sie mit dem Verein 2014 deutscher Vizemeister. Anschließend verließ Hagglund die Roten Raben und wechselte nach Polen zu Impel Wrocław. Seit 2015 spielt Hagglund in Italien bei Yamamay Busto Arsizio.